# Nippo-Vini Fantini-Faizanè
Nippo-Vini Fantini-Faizanè is een Italiaanse wielerploeg die uitkomt in de continentale circuits van de UCI. De ploeg is ontstaan in 2008. Sinds 2015 is de ploeg een professionele continentale ploeg.
Van 2012 tot en met 2014 reed de ploeg met een Japanse licentie.

## Bekende (oud-)renners
- Julián Arredondo (2012-2013, 2017)
- Luca Ascani (2011)
- Grega Bole (2014, 2016)
- Fortunato Baliani (2011-2013)
- Damiano Cunego (2015-2018)
- Juan José Lobato (2018-heden)
- Takashi Miyazawa (2014)
- Moreno Moser (2019-heden)
- Giuseppe Muraglia (2009-2010)
- Maximiliano Richeze (2011-2012)
- Miguel Ángel Rubiano (2008-2009, 2011)
- Ivan Santaromita (2017-heden)
- Alain van der Velde (2009)